# Lac de Bethmale
Pour les articles homonymes, voir Bethmale.
Le lac de Bethmale est situé à 1 074 mètres d'altitude dans le Couserans en Ariège sur le territoire de la commune de Bethmale, au-dela des villages de la vallée de Bethmale et en direction du col de la Core.

## Toponymie
L'étymologie du nom Bethmale provient sans doute du gascon : 
- « Beth  (beau) et « Malh » (montagne, flanc de montagne)[2].
- « Vath » (val, vallée) et « Mala » (mauvaise) (pour Vathmala signifiant mauvaise vallée) a aussi été proposé.

## Géographie
Le lac de Bethmale, en fait un étang d'origine artificielle, se trouve au cœur des Pyrénées ariégeoises, dans le Castillonnais, à une quinzaine de kilomètres au sud-sud-ouest de Saint-Girons. Il est situé dans le parc naturel régional des Pyrénées ariégeoises. 

## Accès
L'accès s'effectue au-delà de Castillon-en-Couserans par l'embranchement de la RD17 depuis la RD4 au village des Bordes-sur-Lez en direction d'Arrien-en-Bethmale et du col de la Core, au-delà des villages. Il se situe sur le GR 10. 

## Hydrogéologie
Le lac de Bethmale a une origine karstique. L’eau s’infiltre dans les calcaires paléozoïques entre le lac et le mont Valier, dans la montagne de Haute Serre, pour alimenter un grand réseau souterrain signalé en surface par des dolines et des pertes de torrents. Les roches granitoïdes imperméables, bien visibles au voisinage du déversoir, forment un barrage à ce réservoir karstique et l’eau jaillit par les nombreux griffons visibles dans le lac. Le bassin versant draine une grande partie des eaux de ruissellement issues du versant nord du massif du mont Valier.
Une prospection de ce massif par les spéléologues pourra conduire un jour à la découverte d’un vaste réseau souterrain pouvant dépasser un km de profondeur. Le lac de Bethmale, joyau de la montagne ariégeoise, fait partie des plus belles sources karstiques des Pyrénées ariégeoises telles Fontestorbes, les Neuf Fontaines d’Aulus ou la grotte d’Aliou à Cazavet.

## Galerie

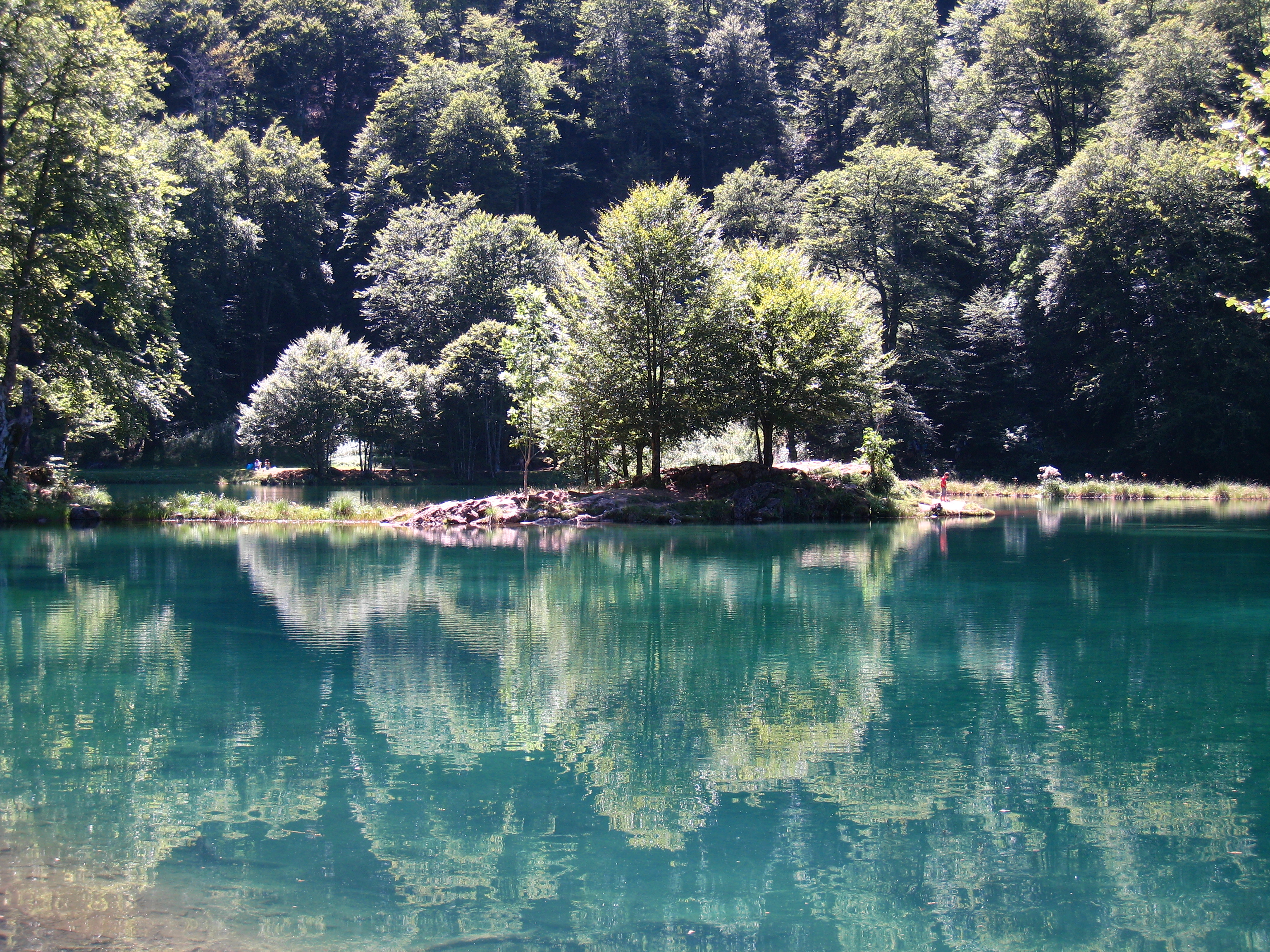
... et en hiver
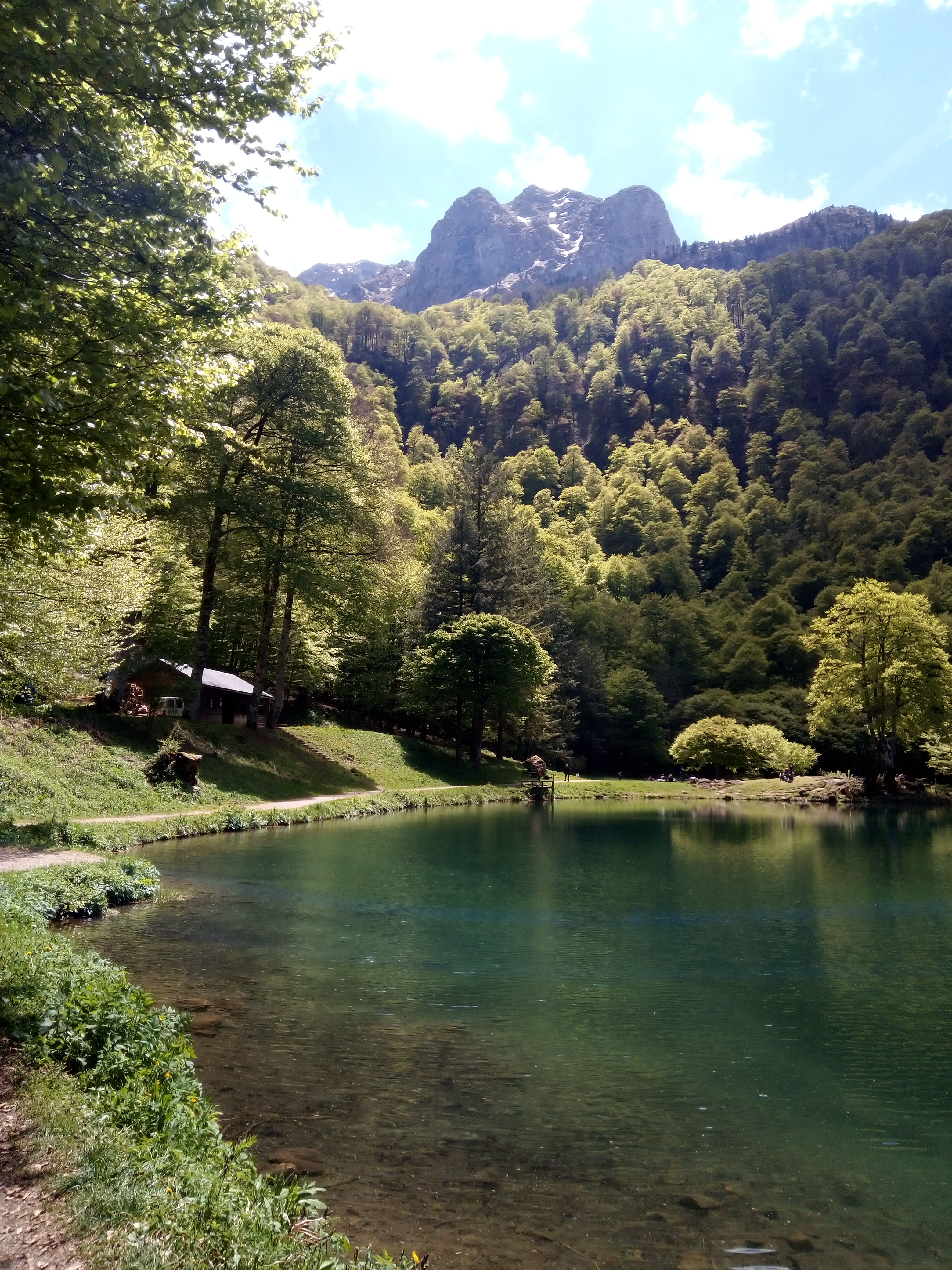
Mont Valier en arrière plan
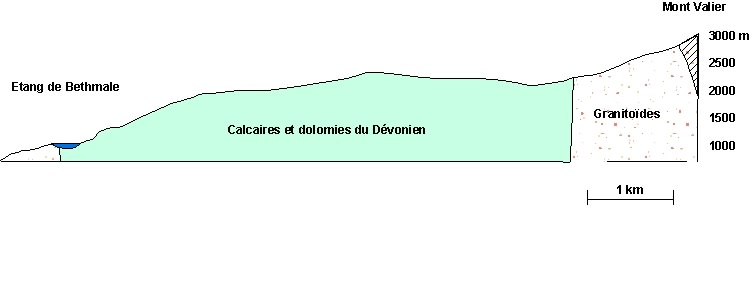
Coupe
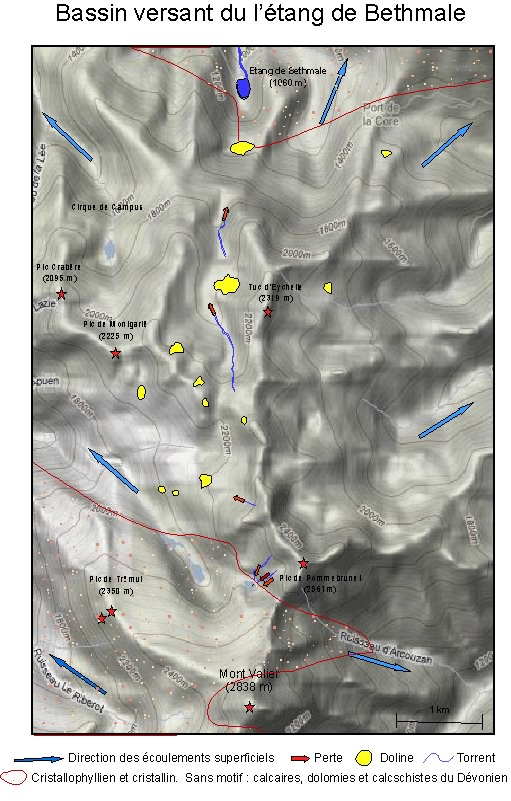
Bassin versant

## Tourisme
Dominant la vallée de Bethmale, ce petit lac de montagne très facilement accessible aux accès bien entretenus offre un environnement remarquable. Le site de plusieurs hectares offre le plaisir d'une balade en sous bois sur son pourtour.
Régulièrement aleviné, ce lac permet, contre l'acquittement d'une carte journalière, de pratiquer une pêche facile au succès garanti. Des aménagements permettent l'accès des personnes à mobilité réduite.